# Jonas Broser
Jonas Broser (* 31. März 2003) ist ein österreichischer Fußballspieler.

## Karriere

### Verein
Broser begann seine Karriere beim FC Altmünster. Zur Saison 2010/11 wechselte er zum ASKÖ Ohlsdorf. Zur Saison 2017/18 kam er in die Akademie des FK Austria Wien.
Im September 2020 wurde er an den Zweitligisten SK Vorwärts Steyr verliehen. Sein Debüt in der 2. Liga gab er im Februar 2021, als er am 15. Spieltag der Saison 2020/21 gegen die Young Violets Austria Wien in der 78. Minute für Pascal Hofstätter eingewechselt wurde. Bis zum Ende der Leihe kam er zu vier Zweitligaeinsätzen für die Steyrer. Zur Saison 2021/22 wurde er von Steyr fest verpflichtet, allerdings wurde Broser direkt an die viertklassige Union Edelweiß Linz verliehen.

### Nationalmannschaft
Broser spielte im Oktober 2017 erstmals für eine österreichische Jugendnationalauswahl.